# Nordkoreanska kalendern
Nordkoreanska kalendern eller Juchekalendern är det årtalssystem som används i Nordkorea. Kalendern introducerades 1997 och baseras på den evige presidenten Kim Il Sungs födelsedatum den 15 april 1912. Detta år används som Juche 1 och systemet fungerar framåt från detta år. Det finns inget Juche 0. Kalendern använder den gregorianska kalenderns traditionella månader.